# Trickshot-Weltmeisterschaft

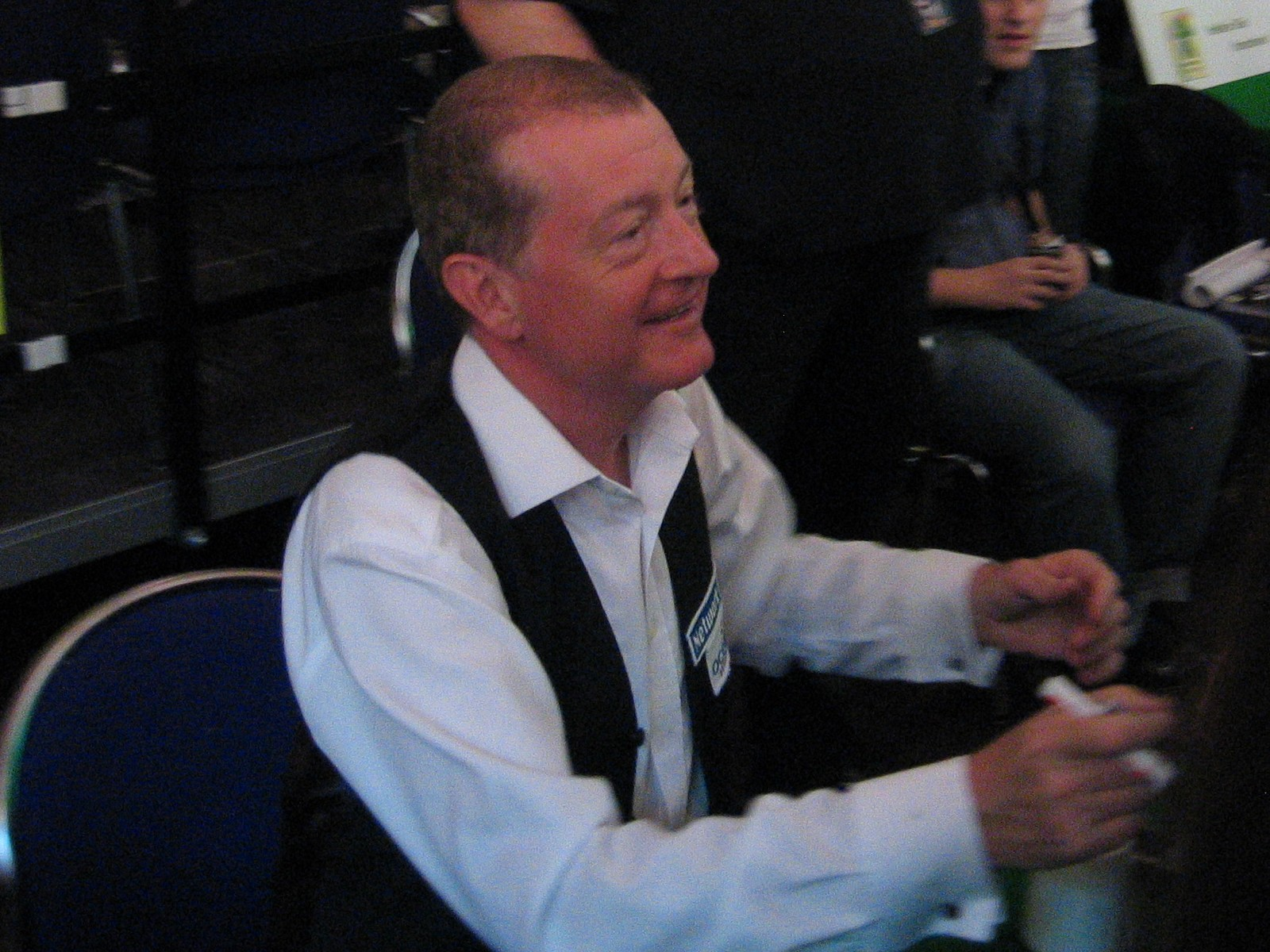
Steve Davis – Sieger von 1994, 1995 & 1997

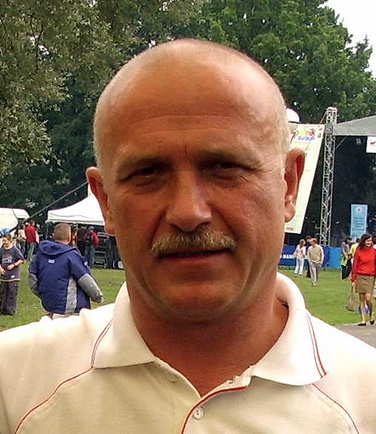
Seriensieger Bogdan Wołkowski

Die Trickshot-Weltmeisterschaft (engl.: World Snooker Trickshot Championship) war eine Weltmeisterschaft im Snooker, bei der es um die besondere Stoßart Trickshot ging. Rekordsieger ist der Pole Bogdan Wołkowski, der das Turnier sechsmal gewann. Etabliert und organisiert wurde das Turnier von Matchroom Sport.

## Turnierstatistik
| Jahr | Austragungsort | Sieger                                |
| ---- | -------------- | ------------------------------------- |
| 1992 | Stoke-on-Trent | Terry Griffiths                       |
| 1993 | Brentwood      | Mike Massey                           |
| 1994 | Sun City       | Steve Davis Terry Griffiths           |
| 1995 | Sun City       | Steve Davis                           |
| 1996 | Sun City       | Alain Robidoux                        |
| 1997 | Dagenham       | Steve Davis Dennis Taylor Mike Massey |
| 1998 | Antwerpen      | Alain Robidoux                        |
| 1999 | Paisley        | Bogdan Wołkowski                      |
| 2000 | Glenrothes     | Bogdan Wołkowski                      |
| 2001 | Croydon        | Bogdan Wołkowski                      |
| 2002 | Glenrothes     | Bogdan Wołkowski                      |
| 2003 | Sunderland     | Bogdan Wołkowski                      |
| 2004 | Colwyn Bay     | Bogdan Wołkowski                      |
| 2005 | Doncaster      | Mike Massey                           |
| 2006 | Preston        | Vincent Facquet                       |